# Ортоарсенат бария
Ортоарсенат бария — неорганическое соединение, 
соль металла бария и мышьяковой кислоты с формулой Ba3(AsO4)2,
бесцветные кристаллы,
не растворяется в воде.

## Получение
- Действие хлорида бария на раствор мышьяковой кислоты:

{\displaystyle {\mathsf {3BaCl_{2}+2H_{3}AsO_{4}\ {\xrightarrow {}}\ Ba_{3}(AsO_{4})_{2}\downarrow +6HCl}}}

## Физические свойства
Ортоарсенат бария образует бесцветные кристаллы,
не растворяется в воде.

## Применение
- Является хорошим зооцидом.